# Onofre Lourenço de Paiva de Andrade
Onofre Lourenço Paiva de Andrade (Lagos, 15 de Janeiro de 1805 — Lisboa, 17 de Novembro de 1888) foi um militar do Exército Português, onde atingiu o posto de general de brigada, e administrador colonial, tendo exercido, entre outros, os cargos de governador das fortalezas de Lourenço Marques e da ilha de Moçambique. Foi um dos oficiais liberais que foram presos de Estado na Fortaleza de São Julião da Barra durante o miguelismo e protagonizou alguns dos momentos mais difíceis da fase inicial da colonização do território que actualmente constitui Moçambique.

## Biografia
Tendo aderido aos ideais do liberalismo, era alferes do Regimento de Infantaria n.º 2 quando, com apenas 23 anos de idade, foi aprisionado em Estoi, a 28 de Maio de 1828. Trazido sob prisão para Lisboa, deu entrada na Torre de São Julião da Barra a 26 de Junho daquele ano e logo depois foi demitido do Exército. Transferido para Elvas a 25 de Junho de 1832, apenas foi libertado quando as tropas liberais ali chegaram.
Com a vitória das forças liberais foi readmitido no Exército, continuando a sua carreira militar. Foi então colocado na ilha de Moçambique, onde casou em 1842 e foi comandante da respectiva fortaleza, iniciando aí uma carreira no exército colonial, com destaque para os territórios que viriam a ser Moçambique, que faria dele um dos primeiros militares africanistas portugueses. 
Ganhou notoriedade quando, sendo comandante da fortaleza de Lourenço Marques, teve de enfrentar as consequências tardias do mfecane naquela região, em particular a instabilidade que se instalou em resultado da competição entre membros da dinastia Jamine pela supremacia do poder angune. Nesse contexto de intensas lutas tribais, quando Mawewe, ou Maueva, como era designado pela administração colonial portuguesa, se revelou ainda mais agressivo que os seus predecessores, pondo portugueses e bóeres na defensiva, coube-lhe liderar a aliança que o derrubaria.
A aliança formal contra Mawewe foi proposta pelo presidente da República Bóer do Orange, que a 29 de Abril de 1861 oficiou ao vice-cônsul de Portugal propondo o apoio aberto a Muzila, irmão e rival de Mawewe na luta pelo trono do Império de Gaza. Inicialmente aceite com relutância pela parte portuguesa, a aliança revelou-se essencial ao poder colonial português quando Mawewe exigiu que a colónia de Lourenço Marques lhe pagasse tributo sob a forma de calçado, incluindo mesmo uma cláusula que impunha que as mulheres grávidas pagassem um duplo tributo. 
Perante a humilhação que a exigência de Mawewe significava, coube a Onofre de Andrade preparar a resposta, o que fez enviando um cartucho e dizendo que aquela seria a forma de pagamento do tributo. Declarada por esta forma a guerra, a 2 de Novembro de 1861, chegaram a Lourenço Marques enviados de Muzila, que aceitaram o apoio português a troco de vassalagem. A batalha decisiva travou-se em finais de Novembro de 1861, numa linha entre a Matola e Moamba, tendo causado mais de 18 000 mortos. Apesar de ter menos homens, Muzila saiu vencedor e a 30 de Novembro apresentou-se no presídio de Lourenço Marques, sendo amigavelmente recebido por Onofre de Andrade. Estava salva a presença portuguesa em Lourenço Marques, mas estavam inadvertidamente criadas as raízes de novo conflito que, décadas depois, levaria à luta dos portugueses contra Gungunhana, o filho de Muzila.
Foi pai de Onofre Paiva de Andrada, nascido em Moçambique em 1845 e também militar.